# スシル・コイララ
スシル・コイララ（ネパール語: सुशील कोइराला、Sushil Koirala、1939年8月12日 - 2016年2月9日）は、ネパールの政治家。2014年から2015年まで、ネパールの首相を務めた。また、2010年から2016年に重い肺炎で亡くなるまでの間、ネパール会議派の総裁も務めた。
コイララは2014年2月9日に議会によりネパールの首相に選ばれた。また、1952年に議会に加わり、様々な役職を経て2010年に総裁となった。

## 生い立ち
コイララは、Prasad KoiralaとKuminidi Koiralaの間に、ネパールで2番目に大きなビラートナガルの街で生まれた。コイララは妻を持たず、簡素な生活を送ったことで知られた。政治家一族であるコイララ家の一員として、いずれも元首相のマートリカ・プラサード・コイララ、ギリジャー・プラサード・コイララ、ビシュエシュワル・プラサード・コイララは従兄に当たる。
ヘビースモーカーであり、2006年に舌癌、2014年6月に肺癌を患った。そして2016年2月10日12時50分にカトマンズで肺炎のため76歳で死去した。彼の義妹によると、コイララはインドで正式に大学教育を受けたと言うことだが、彼自身は常に自身は非公式な教育しか受けていないと述べていた。

## 政治家として
コイララは、ネパール会議派の社会民主主義的な考え方に共鳴して、1954年に政治の道に入ったが、1960年に政権が変わって以来、16年間インドに政治亡命した。また、1973年にはハイジャック事件に加わったとして3年間インドの刑務所に収監された。亡命中、彼は党の公式機関紙であるTarunの編集を務めた。彼は1979年から党の中央労働委員会のメンバーとなり、1996年に事務局長、1998年に副総裁に指名された。
2001年、彼はシェール・バハドゥル・デウバに総裁選で敗れ、2008年にはギリジャー・プラサード・コイララにより総裁代理に指名された。2010年9月22日のネパール会議派の第12回党大会で、彼は総裁に選出された。
2013年のネパール制憲議会選挙で、ネパール会議派は第一党となった。彼は議長選挙で194票中105票を集めて前首相のデウバを破り、2014年2月10日に首相に指名された。彼の首相在任期間中、政府は2015年ネパール地震への対応の遅れを批判された。この年に歴史的な4大政党の合意も成立し、それは新憲法制定に道を開くものとなった。新憲法発効に伴い、コイララは2015年10月10日に首相を辞任した。彼は再選を目指したが、かつての連立相手であったネパール共産党統一マルクス・レーニン主義派のK.P.シャルマ・オリに敗れた。